# Senoculidae
Senoculidae é uma família de aranhas araneomorfas, parte da superfamília Lycosoidea.

## Descrição
A distribuição natural da família está restrita à América Central e do Sul.

## Sistemática
A familia Senoculidae integra 31 espécies validamente descritas incluídas num único género:
- Senoculus Taczanowski, 1872